# Setmana del Cava
La Setmana del Cava va ésser establerta l'any 1982 per la Confraria del Cava de Sant Sadurní d'Anoia.
És un conjunt d'actes que tenen lloc la segona setmana d'octubre, entre els quals cal destacar l'elecció de la Reina del Cava (amb les seves dames d'honor), un sopar gastronòmic, un Tren del Cava que fa el recorregut entre Barcelona i Sant Sadurní d'Anoia i la investidura tardoral de nous confrares.